# جشنواره هنرهای طنز تورنتو

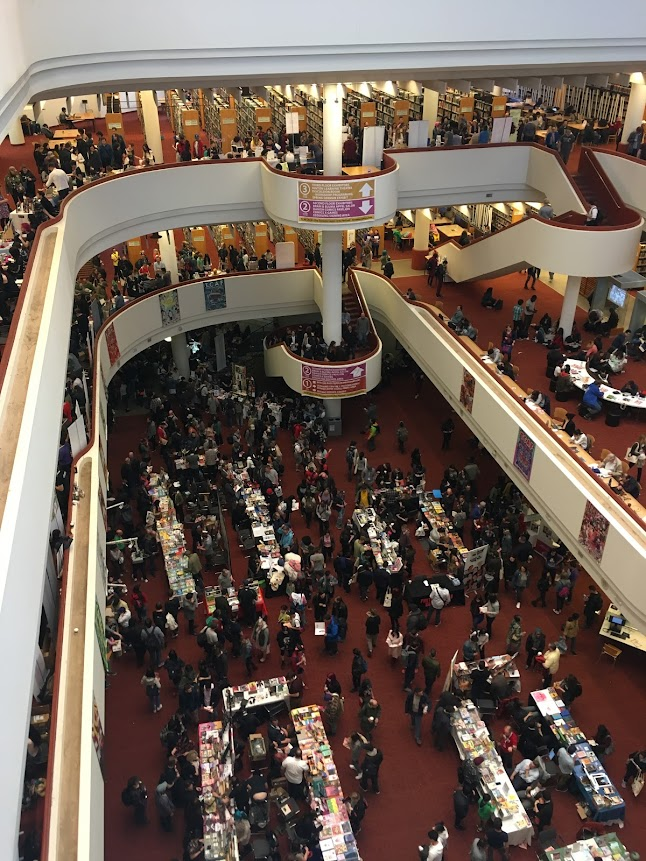
جشنواره هنرهای طنز تورنتو

جشنواره هنرهای طنز تورنتو (انگلیسی: Toronto Comic Arts Festival) یک جشنواره کتاب مصور است که هر ساله در تورنتو، انتاریو برگزار می‌شود. این جشنواره که در سال ۲۰۰۳ تأسیس شد، به یکی از بزرگترین جشنواره‌های جهان تبدیل شده‌است که به ترویج و قدردانی از هنرهای کتاب مصور اختصاص دارد.